# CrunchBang Linux
CrunchBang Linux是基於Debian製作的光盤啟動（LiveCD）GNU/Linux發行版，桌面環境為Xfce、輕量級的Openbox作為窗口管理器以及GTK+應用程序。

## 特性
- 速度
- 與Debian兼容
- 易於使用
- 高度可定制性

## 遷移
從CrunchBang 10（20111125）開始不再基於Ubuntu進行開發，而是轉向Debian。